# Pakiranje
Pakiranje je aktivnost koja dobiva sve više pozornosti jer ima važnu ulogu i mnoge funkcije. Pakiranje je doživjelo veliki razvoj jer je osim zaštitne funkcije dobilo i mnoge druge koje proizvođači nastoje vješto iskoristiti kako bi se što više približili krajnjem potrošaču. Pakiranje se može sagledavati s dva aspekta :
- logističkog
- aspekta politike i razvoja proizvoda (marketinški aspekt)

Ambalaža je ime za zaštitni omotač kojim se obavija neki proizvod, kako bi se smanjila mogućnost oštećenja tijekom transporta proizvoda od mjesta proizvodnje ili isporuke do primatelja. Nakon što je izvršena isporuka, primatelj ili potrošač obično odbacuje ambalažu jer se nužno ne koristi u rabljenju nekog proizvoda, osim ako se ne koristi za kasnije spremanje. Ambalaža u visokorazvijenim potrošačkim društvima, obično prelazi svrhu zaštite proizvoda i ulazi u sastavni dio dizajna, te postaje dio potrošačkog iskustva. 

## Funkcije pakiranja
1. funkcije za proizvodnju
2. marketinška funkcija → estetsko - prodajna funkcija
3. upotrebna funkcija
4. logistička funkcija → manipulativna funkcija
5. zaštitna funkcija
6. ekološka funkcija

## Razine pakiranja
1. primarno
  - izravno sadrži proizvod (npr. staklena boca koja sadrži pivo)
2. sekundarno
  - štiti primarnu ambalažu
3. tercijarno
  - ima manipulativnu ulogu (npr. lakše upravljanje u procesu skladištenja)

## Logistički aspekt pakiranja
Logistika definira pakiranje kao postupak stavljanja proizvoda u ambalažu odgovarajuće kvalitete, oblika i načina zatvaranja. Sustav pakiranja sastoji se od tri elementa :
- proizvod
- omot
- proces

### Čimbenici pakiranja
1. mogućnost pakiranja određene vrste proizvoda
2. razina zaštite proizvoda
3. materijal za pakiranje
4. prikladnost pakiranog proizvoda za distribuciju i potrošnju
5. ukus i navike potrošača
6. troškovi određenog pakiranja i politika cijena
7. propisi koji mogu određivati ambalažu
8. promotivne aktivnosti posredstvom ambalaže
9. standardna količina

### Zahtjevi pakiranja
Pakiranje ima određene zahtjeve :
1. s obzirom na proizvod
  - određena tehnologija
  - određeni propisi
  - informacija koje treba dati u svezi proizvoda
2. s obzirom na logističke procese
  - transport
  - skladištenje
  - manipulacija
  - etiketiranje

### Vrste pakiranja
Postoje mnogi načini pakiranja, najčešći su :
- palete
- kontejneri
- kutije
- sanduci
- male i velike posude

#### Palete
Paleta je nosivo postolje s nadgradnjom ili bez nje, a služi za sažimanje proizvoda, za stvaranje tovarne jedinice za otpremu, skladištenje i slaganje u vozila ili manipuliranje uz pomoć drugih mehaničkih sredstava. Paleta stoga ima obilježja :
- transportne jedinice
- skladišne jedinice
- tovarne jedinice
- manipulacijske jedinice
- prodajne jedinice
- jedinice pakiranja

Kao jedinica pakiranja paleta donosi uštede u materijalu i vremenu za pakiranje te u opremi i korištenju strojeva za pakiranje.

#### Kontejneri
Kontejneri su transportne posude u obliku sanduka sa sljedećim karakteristikama :
- čvrstoća i otpornost koja jamči višekratnu upotrebu
- konstrukcija koja omogućuje korištenje jednog ili više transportnih sredstava bez posebnog pretovarivanja
- građa koja omogućuje lako punjenje i pražnjenje
- zapremnina od najmanje 1 m3

Vrste kontejnera :
1. prema osobinama
  - univerzalni
  - posebni
2. prema veličini
  - veliki (više od 10 m3)
  - srednji (3 - 10 m3)
  - mali (manje od 3 m3)
3. prema materijalu izrade
  - drveni
  - plastični
  - metalni
  - gumeni
  - kombinirani
4. prema načinu izrade
  - otvoreni
  - zatvoreni

## Sastav ambalaže
Osnovni elementi ambalaže:
- Omot je element ambalaže koji služi za spremanje i zaštitu proizvoda (kartonska kutija, celofan, staklo, aluminij, plastične mase, drvo, papir ili kombinacija već iznesenih materijala).
- Etiketa (navodno sastavni dio omota),na njoj su napisani ime proizvoda, logotip proizvođača, tekst, sastav proizvoda, razne marketinške izjave, naputak za uporabu. Namjena etikete je da se razlikuje proizvod od proizvoda konkurencije. S bojom i crtežima se može poučiti potrošača, što se skriva u omotu, te se pokušava na taj način dočarati proizvod kupcu, privući njegova pažnja za kupnju. Etiketa mora potrošaču dati informacije o proizvodu a nikako ga ne smije zavaravati u pogledu kvaliteta i vrijednosti proizvoda.
- Deklaracija je bilo koja riječ, detalj, tvornički znak, trgovački naziv, slika ili simbol, koji se odnosi na proizvod, a stavljeni su na pakiranje, dokument, obavještenje ili etiketu, koji prate proizvod ili se odnose na njega.

## Marketinški aspekt
S marketinškog aspekta pakiranje postaje jako važno jer ono otvara mogućnost inoviranja i u sve većem broju samoposluga ima veliku ulogu u prodaji proizvoda. Stoga pakiranje mora biti atraktivno dizajnirano kako bi privuklo kupce i ujedno imati visoku funkcionalnost. 

### Test pakiranja
Da bi poduzeće znalo kakvu ambalažu ima mora provesti test koji obuhvaća :
- tehničko testiranje (čvrstina, nepropusnost)
- vizualni test (dizajn, estetika)
- test maloprodavača (da li ju oni smatraju privlačnom)
- test kupaca (reakcija kupaca na ponuđeno pakiranje)

### Čimbenici pakiranja
Na pakiranje utječu sljedeći čimbenici :
- kupci
- proizvođač
- konkurenti
- trgovine
- okolina
- zakonski propisi

### Galerija slika
Lijepo dizajnirano i funkcionalno pakiranje može uvelike pomoći u prodaji određenog proizvoda, a ova galerija slika je pravi dokaz da uspješne tvrtke ulažu velika sredstva u vizualnu komponentu pakiranja.

## Zakonski okvir
Pakiranje je određeno i zakonskom regulativom koja se bavi zbrinjavanjem ambalažnog otpada :
- Zakon o zaštiti okoliša (NN 82/1994.) → Tekst zakona
- Pravilnik o postupanju s ambalažnim otpadom (NN 53/1996.)  → Tekst pravilnika
- Pravilnik o znaku zaštite okoliša (NN 64/1996.) → Tekst pravilnika

## Organizacije koje se bave pakiranjem
U Hrvatskoj postoje dvije organizacije koje se bave pakiranjem :
- Tehnički odbor za pakiranje i spremnike za teret pri [neaktivna poveznica]
- Institut za ambalažu i pakiranje  Arhivirana inačica izvorne stranice od 23. veljače 2007. (Wayback Machine)